# HIP 14810 c
HIP 14810 c è un pianeta extrasolare distante circa 172 anni luce, nella costellazione dell'Ariete, che orbita attorno alla stella HIP 14810. 

## Caratteristiche
Il pianeta è un gigante gassoso che ha una massa minima di 1,31 volte quella di Giove e orbita a 0,549 UA dalla stella in un'orbita eccentrica (e=0,157). Il pianeta fu scoperto dal N2K consortium nel 2006 e annunciato in un documento pubblicato nel 2007 sull'Astrophysical Journal.  Con la scoperta di un terzo pianeta nel sistema annunciato nel 2009, i parametri di questo pianeti sono stati rivisti una prima volta, mentre l'ultimo studio sui parametri dei pianeti del sistema è del 2018.